# Prefekt miasta
Uzasadnienie: pojęcia tożsame, chociaż pod zróżnicowanymi nazwami/tytułami hasła i według różnej podstawy źródłowej
Prefekt miasta (łac. praefectus urbi) – urzędnik w Cesarstwie rzymskim zajmujący się sprawami karnymi. W czasie nieobecności cesarza w Rzymie był jego zastępcą. 
Urząd prefekta miasta przejął kompetencje konsulów, pretorów i edylów:
- utrzymanie porządku w mieście,
- doglądanie igrzysk i targów,
- jurysdykcję w sprawach nagłych, kryminalnych i bezpieczeństwa publicznego, stopniowo rozszerzoną na cały Półwysep Apeniński;

Podlegały mu również kohorty miejskie.
Począwszy od III wieku najbardziej prestiżowe stanowisko senatorskie, zazwyczaj sprawowane nie dłużej niż rok. Mianowanie w 359 r. pierwszego prefekta Konstantynopola ostatecznie zrównało nowy i stary Rzym. Stanowisko prefekta miasta istniało do końca cesarstwa. 